# Heather Harper
Heather Harper (Belfast, Irlanda del Nord, 8 de maig de 1930 - 22 d'abril de 2019) fou una soprano operística.

## Biografia
Va néixer en Belfast, on va rebre la seva primera formació musical. Va estudiar piano al Trinity College of Music de Londres, compartint els estudis amb els de veu en un pla secundari. La seva tessitura inicial va ser la de mezzosoprano i en aquesta veu va cantar en el Ambrosian Chorus. Alguns dels seus companys al cor van ser Jean Allister, Pamela Bowden, i Helen Watts. També va cantar en el Cor de la BBC. Més tard es va formar com a soprano amb els professors Frederick Husler i Yvonne Rodd-Marling, autors del llibre "Cantar: la naturalesa física de l'òrgan vocal".
Heather Harper va fer el seu debut professional en 1954 en Macbeth de Verdi al Club d'Òpera de la Universitat d'Oxford. De 1956 a 1975 va ser membre del English Opera Group del compositor, pianista i director d'orquestra Benjamin Britten. Van destacar les seves actuacions com a Elsa en Lohengrin de Wagner, com a Arabella de Strauss en el paper principal, en Ellen Orford de Peter Grimes de Britten, i el de la Governanta en The Turn of the Screw també de Britten. Va aparèixer al Covent Garden, al Festival de Bayreuth, a l'Òpera de San Francisco i al Metropolitan Opera de Nova York, en aquest cas fent la Contessa Almaviva de Les noces de Fígaro de Mozart i en Peter Grimes. També va cantar Charlotte de Werther de Massenet, amb l'Òpera de San Francisco. Va ser una convidada regular al Teatro Colón de Buenos Aires, on va cantar moltes funcions, com ara Margherite de Faust de Gounod, Arabella i Antonia de Les Contes d'Hoffmann de Jacques Offenbach i Vitellia de La clemenza di Tito de Mozart. El seu comiat de Buenos Aires el va fer amb el paper d'Ellen Orford de Peter Grimes. En 1975 va cantar el paper de soprano del Rèquiem de Verdi en la Kingsway Hall de Londres, sota la direcció de Carlos Païta, amb la Royal Philharmonic Orchestra.
Harper va dur a terme també una extensa carrera de concertista, incloent-hi l'estrena del War Requiem de Britten en 1962, substituint Galina Vixnévskaia amb un preavís només de 10 dies. En 1965 va ser la soprano solista en la segona audició al Regne Unit del Rèquiem de Delius, en Liverpool, sota la direcció de Charles Groves. Aquesta va ser també la quarta audició de l'obra en tota la seva història. Va tornar a cantar-ho a Londres en 1968, sota la direcció de Meredith Davies, i va participar en el primer enregistrament mundial de l'obra. Als Proms de Belfast de 1985 va oferir l'estrena mundial del cicle de cançons Next Year in Jerusalem de Malcolm Williamson, amb un gran èxit de crítica.
El desembre de 1981 va cantar la part de soprano de la Simfonia núm. 9 "Coral" de Ludwig van Beethoven al Palau de la Música Catalana de Barcelona, en un cicle de les nou simfonies del compositor alemany, amb l'Orquestra de París, l'Orfeón Donostiarra, i la direcció de Daniel Barenboim. Va tornar al Palau de la Música en abril de 1986, sota la direcció d'Arturo Tamayo, amb l'Orquestra Ciutat de Barcelona.
Es va retirar en 1995, després de cantar els Altenberg Lieder d'Alban Berg i la Serenade to Music de Ralph Vaughan Williams als Proms de la BBC.

## Enregistraments
Els seus enregistraments inclouen Peter Grimes, en ambdós formats d'àudio i vídeo, així com el War Requiem (Chandos). Va participar en 1957 en audicions d'obres sagrades de Michel-Richard Delalande, sota la direcció d'Antony Hopkins, que van ser enregistrades en format LP pel segell L'Oiseau-Lyre, peces que no s'havien enregistrat mai abans. Més recentment s'ha editat una actuació en directe del cicle de cançons amb orquestra Our Hunting Fathers de Britten, pel segell London Philharmonic, pertanyent a l'orquestra homònima.
- War Requiem de Britten. Heather Harper, Philip Langridge, John Shirley-Quirk, London Symphony Orchestra and Chorus; Choristers of Saint Paul's Cathedral, dirigits per Richard Hickox. Chandos.
- Simfonia núm. 8 de Mahler, Helen Watts, Yvonne Minton, Popp, René Kollo, John Shirley-Quirk i Martti Talvela. Orquestra Simfònica de Chicago, 1971, Georg Solti, Decca.
- Die Frau ohne Schatten de Richard Strauss. Helga Dernesch, Ruth Hesse, James King i Walter Berry, Georg Solti, en directe al Covent Garden, 5 d'abril de 1976, Fiori.
- Peter Grimes de Britten. Peter Pears, Heather Harper, Bryan Drake, Elizabeth Bainbridge, Benjamin Britten, London Symphony Orchestra, Ambrosian Opera Chorus, 1969, enregistrament de la BBC, DVD: Decca.
- Peter Grimes de Britten. Jon Vickers, Heather Harper, Jonathan Summers, Elizabeth Bainbridge, Colin Davis, Royal Opera House, Covent Garden Orchestra and Chorus, 1978, CD: Philips.
- Peter Grimes de Britten. Jon Vickers, Heather Harper, Norman Bailey, Elizabeth Bainbridge, Colin Davis, Royal Opera House, Covent Garden Orchestra and Chorus, 1981, DVD: Kultur.
- J.S. Bach: Cantatas BWV 102 & 151. Benjamin Britten, Wandsworth School Boys' Choir, English Chamber Orchestra, Heather Harper, Helen Watts, Peter Pears, John Shirley-Quirk, 1968, Decca.
- Rèquiem de Verdi. Heather Harper, Josephine Veasey, Hans Sotin, Carlo Bini, Royal Philharmonic Orchestra, London Philharmonic Choir, Carlos Païta, 1975, Phase 4 Stereo, EUA.
- King Priam de Michael Tippett. Norman Bailey, Heather Harper, Thomas Allen, Felicity Palmer, Philip Langridge, Yvonne Minton, Robert Tear, Stephen Roberts, Ann Murray, David Wilson-Johnson, Peter Hall, Kenneth Bowen, Decca Records (LDR 73006), amb la London Sinfonietta dirigida per David Atherton. Aquest enregistrament va guanyar el premi de l'any de la revista Gramophone de música contemporània i va ser reeditat en CD per Chandos Records (CHAN 9406/7) en 1995.
- The Rape of Lucretia de Britten. Janet Baker, Peter Pears, Heather Harper, Benjamin Luxon, Britten, English Chamber Orchestra, 1970, Decca.
- Claudio Monteverdi: “Madrigals: Llibres VIII, XIX, X”. Sheila Armstrong, Heather Harper, Lilin Watson, Alfreda Hodgson, Helen Watts, Anne Collins, Luigi Alva, Robert Tear, Ryland Davies, Glifford Grant. Ambrosian Singers. English Chamber Orchestra. Raymond Leppard. 1976, Philips.
- Les noces de Fígaro de Mozart. Teresa Berganza, Judith Blegen, Heather Harper, Geraint Evans, Dietrich Fischer-Dieskau, English Chamber Orchestra, Daniel Barenboim. 1978, EMI.
- Simfonia núm. 2 "Resurrecció" de Mahler. Heather Harper, Helen Watts, Orquestra Simfònica de Londres, Georg Solti, 1968, Decca. Gran Premi del Disc de l'Académie Charles-Gros.